# Nicole Prause
Nicole Renee Prause, född 25 augusti 1978, är en amerikansk neuroforskare som undersöker mänskligt sexuellt beteende, beroende och den sexuella responscykeln. Hon är grundare av det fristående forskningsinstitutet Liberos, som främst ägnat sig åt studier kring (positiva) effekter av sexuell stimulans. Hon har även återkommande undersökt problemet med och naturen av sexberoende.

## Biografi och verksamhet
Prause studerade åren 2000–2007 vid Indiana University – Bloomington, där hon 2007 tog doktorsexamen efter studier genomförda i samarbete med Kinseyinstitutet. När hon inledde universitetsstudierna visste hon inte ens att "sexforskning" existerade som forskningsfält.
Hennes doktorsavhandling hade titeln "Role of Emotion and Attention in Variations in Sexual Desire", och strax därefter publicerade hon forskningsrapporter omkring "The Psychophysiology of Sex", "The Sexual Response" och "Asexuality: Classification and Characterization". Ett antal av forskningsinsatserna genomfördes i samarbete med Erick Janssen.
Prauses forskningsverksamhet har därefter med främst kretsat kring neuroforskning och statistik. Under 00-talet ägnade hon stor tid åt laboratorieförsök runt mänsklig psykofysiologi, för att förstå hur sexuell motivation och njutning fungerar medicinskt. Hon praktiserade läsåret 2006–2007 inom Bostons hälsovårdssystem – parallellt med forskning hos Harvard University. Därefter arbetade hon med behandling av parrelaterade problem i samband med alkoholmissbruk, understödd av Harvard-forskaren Timothy O'Farrell.
Vid 29 års ålder blev Prause fakultetsmedlem vid en gren av Idaho State University, och tre år senare (2010) övergick hon till en forskningstjänst inom Mind Research Network baserat i Albuquerque (New Mexico). 2012 valdes hon till medlem av International Academy of Sex Research, och samtidigt tillträdde hon en tjänst som forskare inom psykiatri vid University of California, Los Angeles.
Hennes forskning omkring sexualitet och resultatet av sexuella stimuli väckte uppmärksamhet. Återkommande hot från delar av antipornografirörelsen ledde till att hon 2015 istället grundade Liberos, och 2015 avslutade hon sin forskartjänst vid UCLA. Då hade hennes vetenskapliga studier med anknytning till effekter av pornografi lett till avslag på forskningsplaner och indragna forskarmedel vid UCLA.
Verksamheten vid det fristående forskningsinstitutet och bioteknikrelaterade företaget Liberos finansieras via en kombination av statliga och privata forskningsbidrag, och den är i första hand inriktad på studier kring (positiva) effekter av sexuell stimulans. Man har bland annat gjort den första studien av partnerrelaterad genital stimulans, USA:s första protokoll för automatiserad genital stimulans och den första forskningsinsatsen med hjärnstimulans för att ändra sexuell responsivitet.
Prause är också en licensierad psykolog, i staten Kalifornien.

### Viktigare studier
Nicole Prause var huvudförfattare av den första studien som via transkraniell magnetstimulering – genom den särskilda tekniken Theta Burst Stimulation (TBS) – försökt förändra den sexuella responsen. Studien var också den första amerikanska att använda primära sexuella belöningar, efter att europeiska laboratorier utnyttjat tekniken i ett försök att övervinna problemet med att använda sexuellt explicita filmer som sekundära förstärkare hos tidigare forskning. Detta är tänkt att ge nya möjligheter till intervention hos dem med hög eller låg libido, vilken genom återkommande TBS kan förändras mer långvarigt.
Prause var medförfattare till en neuropsykologisk studie omkring pornografiberoende publicerad 2013. Studiens slutsats var att hypersexualitet hellre än ett rent beroende skulle kunna förstås som en "icke-patologisk variation av hög sexuell lust". Den misstänkta personen för 2021 års mass-skjutning i Atlanta hävdade att han var beroende av pornografi och sex, vilket ledde till att Prause fick uttala sig i medierna om att läkarvetenskapen inte kunnat enas om att den typen av beroende existerar.
Prause genomförde 2015, i samarbete med psykologen Geoffrey Miller vid Mind Research Network, en studie (baserat på 75 försökspersoner) angående kvinnors preferens vad gäller storleken på penisen, olika typer av relationer och penisstorlekens relativa betydelse hos en manlig partner. Studien var den första att använda 3D-utskrivna penisavbildningar, där tidigare studier endast haft bilder som jämförelsematerial. Resultaten visade att de flesta kvinnorna föredrog en penis som endast var något större än normalt och att deras preferens skilde sig något åt beroende på typen av relation. Penisens storlek var mindre viktig än matlagningskunnande eller hur personen var klädd men viktigare än ögonfärg eller typ av bil som personen ägde.
Tjugo procent av deltagarna hade inte haft någon erfarenhet av relationsbaserat sex före starten av studien. En ungefärligt lika stor andel av deltagarna sade sig ha avslutat en relation åtminstone delvis på grund av penisstorlek.
2021 publicerades en studie – med Prause som medförfattare – omkring effekterna av orgasmisk meditation. Denna studie sammanfattades med att den här typen av genitala smekningar ökade närheten hos de inblandade personerna, oavsett om de två tidigare hade en pågående romantisk relation eller ej.
I början av 2022 publicerade Prause forskningsresultat runt effekterna av pornografikonsumtion på relationer. Rapporten sa sig visa att konsumtionen, tvärtemot mångas uppfattning, inverkade positivt – och inte negativt – på förmågan att bli upphetsad av sin partner. Hösten 2022 publicerades en liknande rapport, som antydde att nervositet och ängslan var den viktigaste orsaken till erektionssvikt och att bruk av pornografi inte inverkade på det förhållandet.

### I medier och debatt
På senare år har Prauses studier även rört hur felaktig information om sexrelaterad forskning sprids till allmänheten. Hon är själv aktiv i sociala medier (inklusive på Twitter), där hon deltar i debatten med åsikter och rön runt bland annat pornografi.
Prause har framträtt i olika reportage och dokumentärer omkring sexualrelaterad forskning. Dessa inkluderar Nova Secret Lives of Scientists på PBS, Today Show for Orgasmic Meditation samt dokumentärfilmen After Porn Ends 2. 2019 medverkade hon i den brittiska dokumentärserien Porn Laid Bare, en BBC-serie omkring pornografins effekter och konsekvenser och där hennes forskning i ämnet presenterades. 2022 presenterade hon forskningsresultat i Netflix-serien The Principles of Pleasure.
Nicole Prause har genom sin karriär blivit uppmärksammad för sin kliniska forskning kring sexualitet och sexuell respons. Hennes studier relaterade till pornografi och ifrågasättandet av sex- och pornografiberoende som klinisk diagnos har gjort henne kontroversiell inom både Nofap-rörelsen och bland dem som anser att kliniska studier omkring sexuell respons är svåra eller omöjliga att genomföra etiskt. Forskningsresultaten, som inte entydigt bekräftar negativa effekter av konsumtion av pornografi, har lett till upphetsade debatter i press och sociala medier. Hennes även i vissa vetenskapliga sammanhang kontroversiella forskningsresultat kring beroendeproblematiken har dock bekräftats även i andra studier.
Prause anser att den offentliga debatten och åsikterna kring pornografins effekter är föremål för många missförstånd. Bland annat belyser man i litteraturen sällan den forskning om pornografi utifrån affektiv neurovetenskap som gjorts sedan 1980-talet. Sexuell upphetsning och dess förmåga att "fånga" individens uppmärksamhet och förändra personens prioriteringar är både starkt vanebildande och lockar oss till mänsklig kontakt. Hon menar vidare att talet om att pornografi skulle "kidnappa" en persons hjärna är felaktig, och att panikartade uttalanden omkring pornografins påstådda skadeverkningar sällan är vetenskapligt baserade. Hennes undersökningar sägs visa att pornografi för de flesta konsumenter har mestadels positiva effekter, och att negativa tankar kring egen konsumtion ofta har med ens egen uppfostran (konservativ eller religiös) att göra. Även inom forskningen glömmer man ofta av det faktum att konsumtionen oftast är som ett hjälpmedel vid onani.
Prauses åsikter och studier ledde bland annat till en mångårig konflikt med Gary Wilson, aktiv i antipornografirörelsen och grundare av portalen yourbrainonporn.com.

### Övrigt
Prauses företag Liberos är numera baserat i Sacramento. Hon är/har tidigare varit verksam i Los Angeles-området, inklusive i Santa Monica.